# Ivan Sonck
Ivan Sonck (Sint-Truiden, 19 juni 1945) is een Vlaams voormalig sportjournalist van de VRT. 
Sonck begon zijn carrière in 1971 en werkte jarenlang mee aan Sportweekend. Eind 2000 nam hij afscheid van de televisiesportredactie en ging hij op VVP (verlof voorafgaand aan pensioen). Zijn specialiteit was atletiek, een sport die hij ook zelf beoefende. Op 38-jarige leeftijd schoof hij drank en sigaretten aan de kant en koos ervoor om gezonder te gaan leven.
Sonck staat bekend om zijn kritische houding tegenover Kim Gevaert. Hij kwam zelf in de pers naar aanleiding van een telefonisch interview dat hij afnam in december 1995 met ploegarts Yvan Van Mol, waarin sprake is van doping en groeihormonen binnen het profwielrennen.
Na zijn pensioen spande hij een kortgeding aan tegen het speelplein naast zijn woning te Asse wegens geluidsoverlast. De vrederechter gaf Sonck gedeeltelijk gelijk.
- International Standard Name Identifier: 0000 0003 9354 8130
- Nederlandse Thesaurus van Auteursnamen: 095192948
- Virtual International Authority File: 287864961
- WorldCat: E39PBJpYxJkV9VH7gmkrrmR9Xd